# Jacob Gråberg

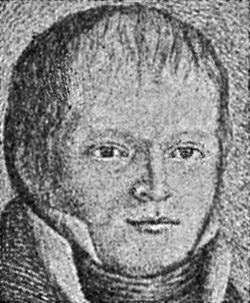
Jacob Gråberg.

Jacob Gråberg di Hemsö, född 7 maj 1776 på Gannarve gård, Hemse på Gotland, död 29 november 1847 i Florens i Toscana, var en svensk-italiensk greve. Son till justitiarien vid galärflottan, auditören på Gotland, tituläre lagmannen Christian Gråberg och Catharina Magdalena Tofftén.
Gråberg begav sig till sjöss vid 15 års ålder. Han avlade styrmansexamen 1792. 1794 befordrades han till löjtnant i brittiska amiralitetet. Han blev handsekreterare åt den svenske beskickningschefen i Italien Johan Claes Lagersvärd och kopist vid beskickningen i Liguriska republiken i Genua 1800. År 1801 var han officer vid Genuas nationalgarde under stadens belägring. Samma år gifte han sig med Louise Marie Jeanne Hugues, dotter till en arkitekt från Lyon men född i Genua. Äktenskapet blev barnlöst, men i stället adopterade makarna två av Gråbergs yngre bror Olof Gråbergs döttrar, som flyttade ut till och erhöll sin uppfostran i Florens och av vilka den ene Aurore, gjorde sig ett lysande parti genom att gifta sig med tyske riksgreven Gustav Engelbrecht von Dueckheim-Montmartin. I Genua grundade han firman Gråber & Insom "avsedd för svenska och norska skeppsadresser o. kommissionshandel". Gråberg blev ledamot av Italienska akademien i Florens 1806.
Gråberg utnämndes till svensk vicekonsul i Genua 1811 och avlade han magistergrad vid Genuas universitet 1816. Konsulatsekreterare hos svenske generalkonsuln i Marocko 1815 till 1822, då han till följd av meningsskiljaktigheter med sultanen Mulei Soliman av denna blev förvisad ut ur landet och på ett fartyg transporterad med sin familj till Gibraltar. Han var därefter svensk konsul i Tanger och generalkonsul i Tripolis 1822–1828. 1829 disponerade han ett eget bibliotek på omkring 5 000 band, 2 300 antika och moderna mynt samt omkring 150 antika stenar. 1829–1833 utkom ett 40-tal böcker och uppsatser ur hans hand. 
Under 1830-talet var han kammarherre och överbibliotekarie vid det Pittiska biblioteket hos storhertigen av Toscana. Han upphöjdes av republiken San Marino till adlig patricier, 1834 uppges han också av påven blivit utnämnd till riddare av Påvliga Gyllene sporrens orden och därmed även upphöjd till "comes palatinus", det vill säga påvlig (pfalz)greve, med predikatet "di Hemsö". Redan tidigare hade han inspirerad av italienska adelsmän börjat skriva sig "af Hemsö" eller "di Hemsö". Ortnamnet är en variant av det gotländska sockennamnet Hemse. 
Gråberg synes ha varit äregirig och mån om sin värdighet. Hans i Biblioteca Nazionale i Florens efterlämnade arkiv Serie Graberg i 38 volymer innehåller bl.a. hans stamtavla, som för äldre delarna bygger på fabuleringar i avsikt att ge honom själv ett aristokratiskt förflutet. I Hemse påminner en nära kyrkan liggande "Gråbergs kulle" om familjen.
Gråberg var ledamot av ett hundratal akademier och lärda samfund, i Sverige bl.a. Vetenskapsakademien (1815), Vitterhetsakademien (1810) och Fysiografiska sällskapet i Lund. Hans tryckta produktion är stor. Vid hans död karaktäriserade Vetenskapsakademiens minnestecknare honom dock som mera flitig och skrivglad än grundlig och noggrann och nutida vetenskapsmän sammanfattar hans skrifter som huvudsakligen "dilettantiska kompilationer".